# Starston
Starston är en civil parish i Storbritannien.   Den ligger i grevskapet Norfolk och riksdelen England, i den sydöstra delen av landet, 140 km nordost om huvudstaden London. Antalet invånare är 321. Arean är 9,0 kvadratkilometer.
Terrängen i Starston är mycket platt.